# Andrew Phillips, Baron Phillips of Sudbury

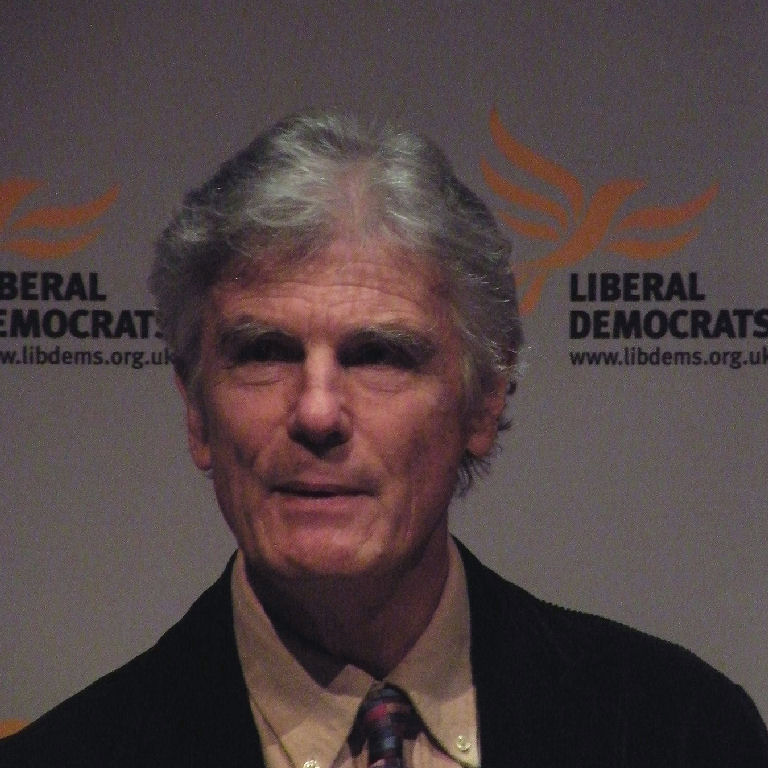
Andrew Phillips, Baron Phillips of Sudbury, bei einer Konferenz der Liberal Democrats in Hinchingbrooke School

Andrew Wyndham Phillips, Baron Phillips of Sudbury, OBE (* 15. März 1939; † 9. April 2023) war ein britischer Solicitor und Politiker der Liberal Democrats.

## Leben und Karriere
Phillips besuchte die staatliche Schule in Culford und studierte an Trinity Hall in Cambridge Jura und Wirtschaftslehre. Anschließend wurde er Solicitor und eröffnete 1970 eine Wirtschaftskanzlei Bates, Wells & Braithwaite.
Von 1976 bis 2002 trat er im Radioprogramm von BBC Radio 2 auf und gab in der populären Sendung Jimmy Young Show Hinweise zu Rechtsfragen. Er war auch Gast in anderen Radio- und Fernsehsendungen wie Any Questions? und Newsnight.
1996 wurde er als Officer in den Order of the British Empire aufgenommen. 1998 wurde Phillips als Baron Phillips of Sudbury, of Sudbury in the County of Suffolk, zum Life Peer erhoben. Er erhielt dadurch einen Sitz im House of Lords, den er auf Seiten der Liberal Democrats einnahm. Im Parlament sprach er über Themen ziviler Freiheit. Er war Sprecher der Liberal Democrats in deren Bestrebungen, einen britischen Personalausweis und die Gesetzgebung zur Terrorismusabwehr zu verhindern.
Phillips wurde am 28. April 2003 zum Kanzler der University of Essex ernannt und folgte damit dem zum 31. Dezember 2002 ausgeschiedenen Lord Nolan im Amt nach.
Im Juli 2006 kündigte er seinen Rücktritt aus dem britischen Oberhaus an; sein Sitz sollte an einen Nachfolger aus seiner Partei übergehen. Da dies jedoch nicht möglich ist, ließ er sich mit einem Leave of Absence beurlauben. Der Leave of Absence endete im Jahre 2009; danach war Lord Phillips wieder regelmäßig im Oberhaus und sprach zu verschiedenen Themen.
Am 7. Mai 2015 trat er gemäß den Regelungen des House of Lords Reform Act 2014 freiwillig in den Ruhestand und schied aus dem House of Lords aus.

## Familie
Andrew Phillips war ab 1968 mit Penelope Ann Bennett verheiratet. Der Ehe entstammen ein Sohn und zwei Töchter.